# Amerikaanse zilvermeeuw
De Amerikaanse zilvermeeuw (Larus smithsonianus) is een Noord-Amerikaanse meeuwensoort, vernoemd naar de Britse mineraloog James Smithson (naar wie ook het Smithsonian Institution is vernoemd).

## Kenmerken
Het is een grote meeuw, 55 tot 66 cm, met een vleugellengte van 137 tot 146 cm. De soort heeft in adultkleed een witte kop en onderkant; de mantel is lichtgrijs, en de snavel is geel met een rode vlek op de ondersnavel. De buitenste handpennen zijn zwart met witte toppen.
De Amerikaanse zilvermeeuw lijkt zeer sterk op de (Europese) zilvermeeuw (L. argentatus) en de Oost-Siberische meeuw (L. vegae). Juvenielen van de Amerikaanse zilvermeeuw zijn meestal iets donkerder gekleurd, met meer egaal-bruine onderdelen, zwaarder gebandeerde boven- en onderstaartdekveren en een bredere band op de staartveren dan die van de zilvermeeuw.

## Verspreiding en leefgebied
De Amerikaanse zilvermeeuw is te vinden langs de Noord-Amerikaanse kusten en de Grote Meren, in steden en op vuilnisstortplaatsen. De soort is een dwaalgast in onder andere Groenland, IJsland, Ierland, Spanje, Portugal, Midden-Amerika en het Caraïbisch gebied.

## Taxonomie
De soort werd vroeger gezien als een ondersoort van de zilvermeeuw maar wordt nu over het algemeen als aparte soort beschouwd. Genetisch onderzoek heeft uitgewezen dat de Amerikaanse zilvermeeuw meer verwant is met Amerikaanse meeuwsoorten zoals de grote burgemeester (L. hyperboreus), kleine burgemeester (L. glaucoides) en prairiemeeuw (L. californicus) dan met de Europese zilvermeeuw.

## Status
De grootte van de populatie is in 2014 geschat op 430-520 duizend vogels. Op de Rode lijst van de IUCN heeft deze soort de status niet bedreigd.